# Schengenverklaring
Een Schengenverklaring is een document dat een reiziger binnen het Schengengebied bij zich moet hebben als hij geneesmiddelen gebruikt die onder de Opiumwet vallen.
De wetgeving rondom medicijnen kent drie varianten:
- zogeheten "over-the-counter-medicijnen", die zonder recept vrij te krijgen zijn
- recept-medicijnen, die alleen op voorschrift van een arts te krijgen zijn. Bij deze medicijnen is in het buitenland geen Schengenverklaring nodig, maar wel een medicijnpaspoort dat via de apotheek te krijgen is.
- medicijnen die niet alleen recept-medicijnen zijn maar ook onder de Opiumwet vallen. Voor deze medicijnen is een Schengenverklaring nodig.

Het gaat hier niet alleen om medicinale cannabis en morfine, maar ook bijvoorbeeld om sommige medicijnen tegen ADHD en slaapmiddelen. Veel voorkomende medicijnen zijn methylfenidaat, morfine oxycodon, methadon, temazepam en oxazepam. De officiële lijst is veel langer.
De verklaring en een informatiefolder zijn te downloaden bij het CAK, die deze procedure per januari 2015 van Farmatec heeft overgenomen. De verklaring moet door arts en patiënt worden ingevuld, en worden opgestuurd naar het CAK. Dit kan per post, maar inscannen en e-mailen is ook mogelijk.
Als alles in orde is, wordt het document door het CAK gewaarmerkt en aan de patiënt geretourneerd. Deze moet de verklaring op reis bij zich hebben. De verklaring is maximaal 30 dagen geldig voor 1 medicijn; bij langere reizen of gebruik van meer medicijnen moeten meerdere verklaringen worden ingevuld. De doorlooptijd bij het CAK is enkele weken.